# 江汉道
江汉道，中华民国初期设置的道。
1913年3月置鄂东道，治江夏县（今湖北武汉市武昌区）。属湖北省。辖江夏、武昌（今鄂州市）、嘉鱼、蒲圻、咸宁、崇阳、通山、通城、大冶、兴国、汉阳、夏口、汉川、黄陂、孝感、沔阳、黄冈、黄安、黄梅、蕲春、蕲水、麻城、罗田、广济、安陆、随县、云梦、应山、应城等县。1914年6月鄂东道改名江汉道，治所武昌县（今湖北省武汉市武昌区）。属湖北省。辖武昌、鄂城、嘉鱼、蒲圻、咸宁、崇阳、通山、通城、大冶、阳新、汉阳、夏口、汉川、黄陂、孝感、沔阳、黄冈、黄安、黄梅、蕲春、蕲水、麻城、罗田、广济、安陆、随县、云梦、应山、应城等县。辖区约当今湖北省随州、安陆、应城、汉川、仙桃、洪湖、赤壁、崇阳、通城等市县以东地区（英山县除外）。1927年废。